# Supač
Supač (cyr. Супач) – wieś w Bośni i Hercegowinie, w Republice Serbskiej, w gminie Milići. W 2013 roku liczyła 134 mieszkańców.